# Řehoř Dekapolita
Svatý Řehoř Dekapolita (řecky Γρηγόριος Δεκαπολίτης, též zvaný Řehoř Dekapolitánský, asi 762, Irenopolis – 842, Cařihrad) byl mnich a bojovník proti ikonoklasmu. Katolickou a pravoslavnou církví je uctíván jako světec a jeho liturgická památka připadá na 20. listopad.

## Život
Pocházel z Irenopole v Desetiměstí (dekapolis, odtud přijal své přízvisko Dekapolita). Studoval teologii a stal se mnichem. Původně žil v cenobitském společenství, později jako poustevník. Od roku 831 žil v klášteře v Soluni. Zde se seznámil s Josefem Hymnographem, který byl původně jeho žákem, později se stali přáteli a spolupracovníky. Spolu s ním vystupoval proti tehdy velmi rozšířenému ikonoklasmu. Josef byl později na cestě do Říma zajat piráty a několik let držen v zajetí. Řehoř mezitím v Cařihradě zemřel. V posledních letech svého života trpěl hydropsií a epilepsií.